# 香港環球嘉年華

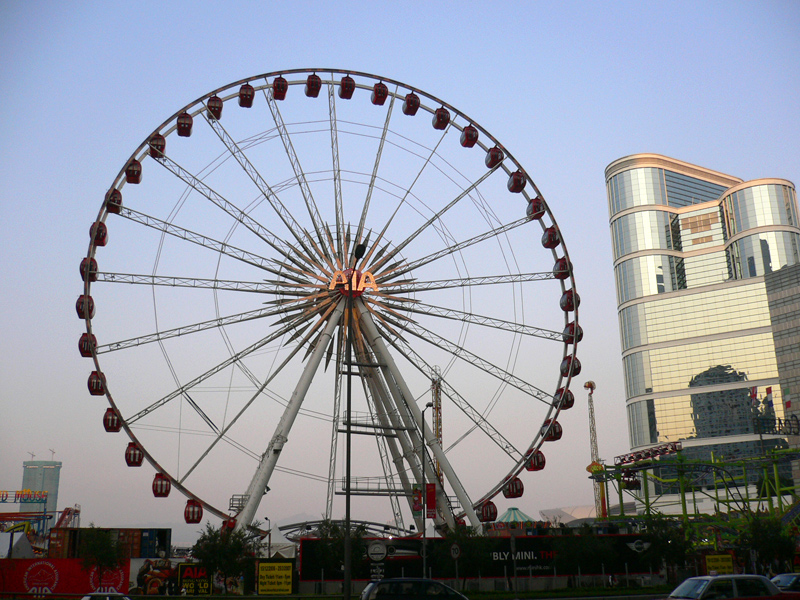
香港環球嘉年華2006

香港環球嘉年華是一個不定期在香港舉辦的活動，通常於聖誕節至農曆新年期間，以短期流動遊樂場形式舉辦，設有多項機動遊戲及攤位遊戲。
2014年12月至2015年2月，嘉年華活動再臨，於香港中環海濱活動空間舉行，易名為AIA友邦歐陸嘉年華。
2015年12月至2016年2月，AIA友邦歐陸嘉年華再次於香港中環海濱活動空間舉行。
2016年12月至2017年2月，AIA友邦歐陸嘉年華第三度於香港中環海濱活動空間舉行。
2017年12月至2018年2月，AIA友邦歐陸嘉年華第四度於香港中環海濱活動空間舉行。
2018年12月至2019年2月，第五度於香港中環海濱活動空間舉行，易名為AIA友邦嘉年華。
2019年12月至2020年2月，AIA友邦嘉年華第六度於香港中環海濱活動空間舉行。
2023年12月至2024年2月，AIA友邦嘉年華第七度於香港中環海濱活動空間舉行。
2024年12月至2025年2月，AIA友邦嘉年華第八度於香港中環海濱活動空間舉行。

## 發展
香港環球嘉年華在2001年年底首次舉辦，由曾經在世界各地舉辦巡迴式遊樂場的英國品牌環球嘉年華屬下機構匯翔有限公司籌辦，當時名為香港冬季嘉年華，舉行場地為紅磡灣填海區，採取免費入場及每項遊戲獨立收費模式。機動遊戲包括過山車、跳樓機及摩天輪等，至2002年1月結束。2002年2月8日至28日再在同一地點舉行香港春季嘉年華，並且加入機動遊戲「TOP BUZZ極速大風車」。
2002年底則遷移至已停用的前啟德機場地皮舉行，及正式易名為香港環球嘉年華，佔地約50萬平方呎，設有超過60款機動遊戲及遊戲攤位，舉行日期為2002年12月14日至2003年2月9日，聖誕節至農曆新年期間。2003年，香港環球嘉年華又遷往金鐘添馬艦舉行，舉行日期為2003年12月19日至2004年2月1日，其後曾經停辦。
2006年12月15日至2007年3月25日，香港環球嘉年華於金鐘添馬艦重新舉行，由美國友邦保險冠名為AIA香港環球嘉年華，及後因上海場地問題延長至4月23日，橫跨聖誕節、元旦、情人節、農曆新年、元宵節、復活節等重大節日。舉辦機構與過往不同。共有65款機動遊戲及攤位遊戲，包括高55米的流動摩天輪。開放時段分為日、夜兩段，以入場費套票收費（120港元起）。香港環球嘉年華是添馬艦興建香港特別行政區政府總部前最後一個大型活動。
及後，環球嘉年華再臨香港的消息一直不絕於耳，但都因場地及其他問題而擱置，直到2014年，友邦保險集團及The Great European Carnival（TGEC）宣佈將在2014年12月23日正式開幕，至2015年2月於香港中環新海濱合辦AIA友邦歐陸嘉年華2014為期超過60天，橫跨平安夜、元旦、農曆新年、情人節等重要節日，預期吸引香港、內地及海外超過200萬人次，為香港旅遊業創造400個就業崗位，並為酒店增加8000個房間/晚的住宿機會。 
2015年12月至2016年2月，「友邦歐陸嘉年華」再度展開，名為AIA友邦歐陸嘉年華2015，在香港中環新海濱舉行，設有29款機動遊戲及25個攤位遊戲，及準備一百萬個毛公仔供入場人士競逐，另新設有Udderbelly Festival四腳朝天的紫色牛牛，開演200場現場喜劇、戲劇及合家歡節目。其他的矚目裝置包括意大利手造的聖誕裝飾、3D歐陸地標自拍區、以糖果為主題的兒童區及歐陸風味村莊。
AIA友邦歐陸嘉年華2016在2016年12月16日至2017年2月12日再度於中環海濱舉行，設有大型機動遊戲Atmos Fear、Freak Out、Match 5及No Limit；同時設有合家歡遊戲Ballon Ride、Bavarian Fun House、碰碰車、Mini Miami、溜冰場、大型充氣滑梯以及懷舊旋轉木馬。本年度更引入以Volkswagen GTI Driver’s Edition包裝的嘉年華GTI卡拉OK。
友邦嘉年華更於2017年引進彈床式笨豬跳（英Bungee Trampoline （页面存档备份，存于））。
自2020年新冠肺炎疫情以來，友邦嘉年華停辦了3年，直至2023年12月，本港經濟復常後，主辦單位宣傳復辦。

## 機動遊戲
AIA友邦歐陸嘉年華2014設有的機動遊戲包括：
- 「空中360」Inversion-XXL
- No Limit
- Atmos Fear
- Freak Out / Oblivion
- Remix 八爪魚
- 蟲蟲過山車
- 迴轉小鞦韆
- Mini Paratrooper

截至2023年，機動遊戲數量擁有24個項目：
- 笨豬跳 (Bungee Trampoline)

## 門票
AIA友邦歐陸嘉年華2015門票收費標準門票周一至周四每位90港元，包括70元代幣；周末及公眾假期成人125港元，包括100元代幣；小童（3至11歲）及長者90港元，包括70元代幣。另可對換代幣，收費每個10港元。

## 意外事故
2002年，兩名遊客在玩「空中鞦韆」時，腳部撞向附近圍欄的射燈受傷。機電署起訴涉案的波蘭籍操作員疏忽，他在庭上認罪，被罰款2,000港元。
2003年聖誕夜，一名女遊客被轉動中的「音樂速遞」拋出，肩膊擦傷，機電工程署按《機動遊戲（安全）條例》去信要求暫停該遊戲。翌年，負責操作該遊戲的工作人員承認因疏忽而導致意外，被法庭判處罰款2,000港元，另一名負責檢查機件的人被罰1,200港元。
2007年4月18日晚上，「人造激流河」因招牌擊中而停頓，三名遊客受傷。香港天文台表示，當時陣風風力達到80公里。

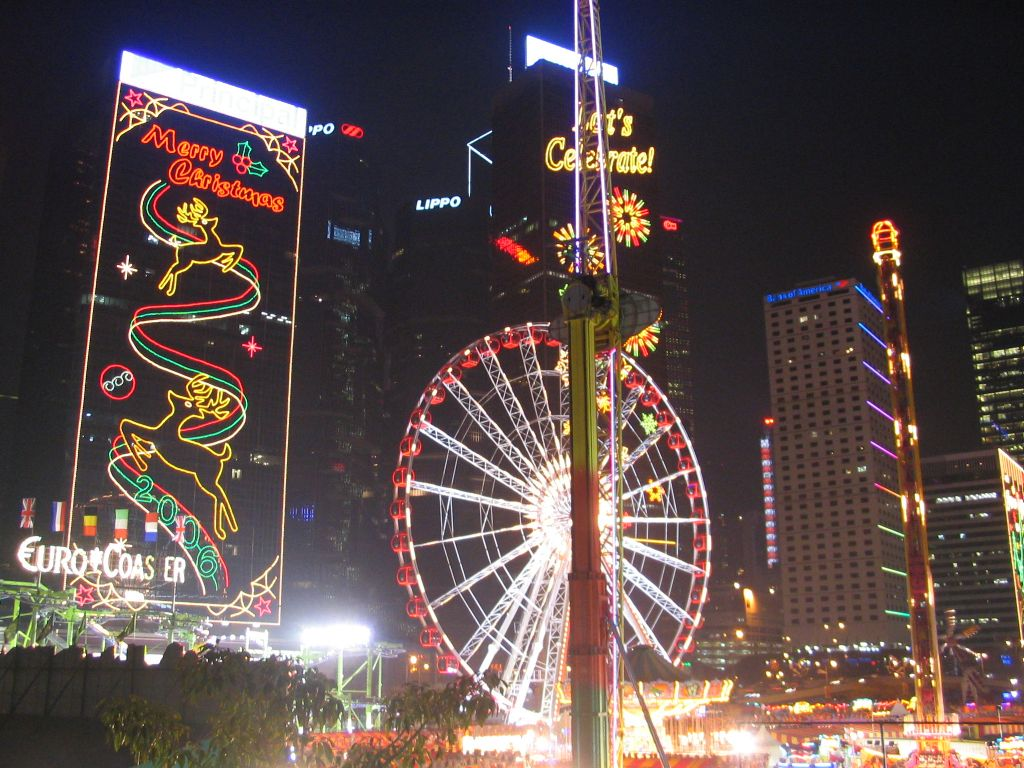
香港環球嘉年華2006晚景
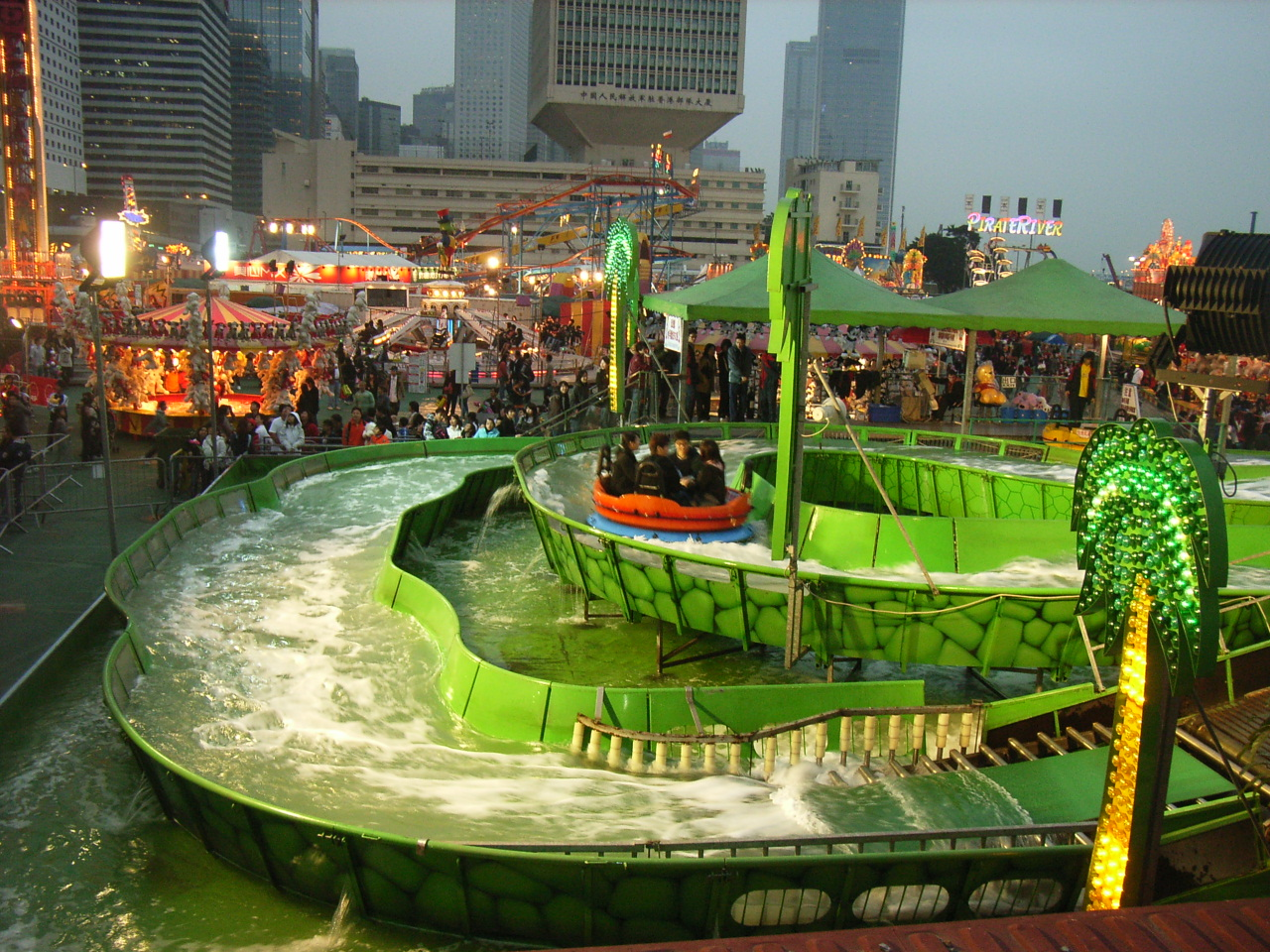
人造激流河
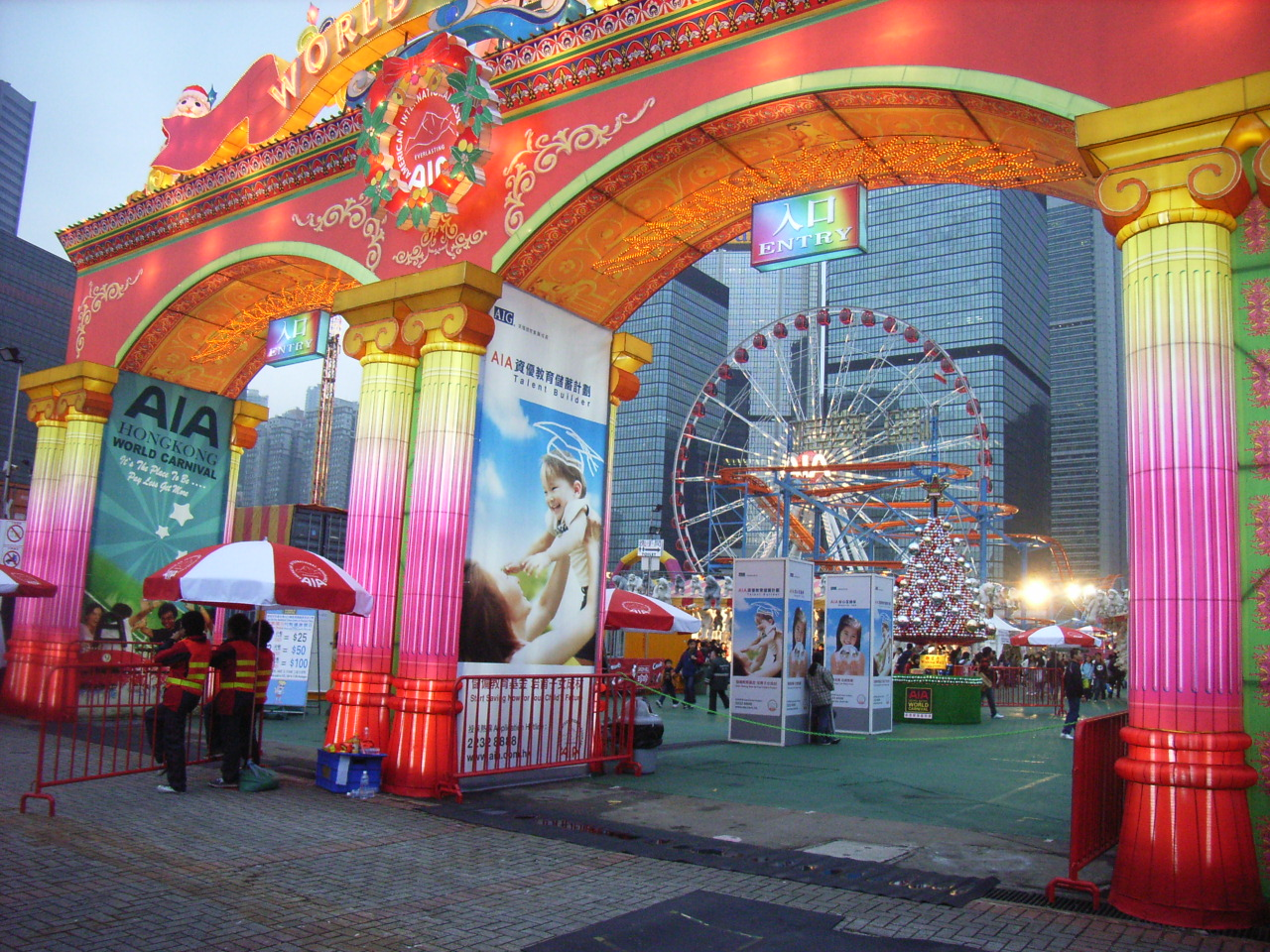
嘉年華2006 的入口在金鐘龍匯道，向北望維多利亞港
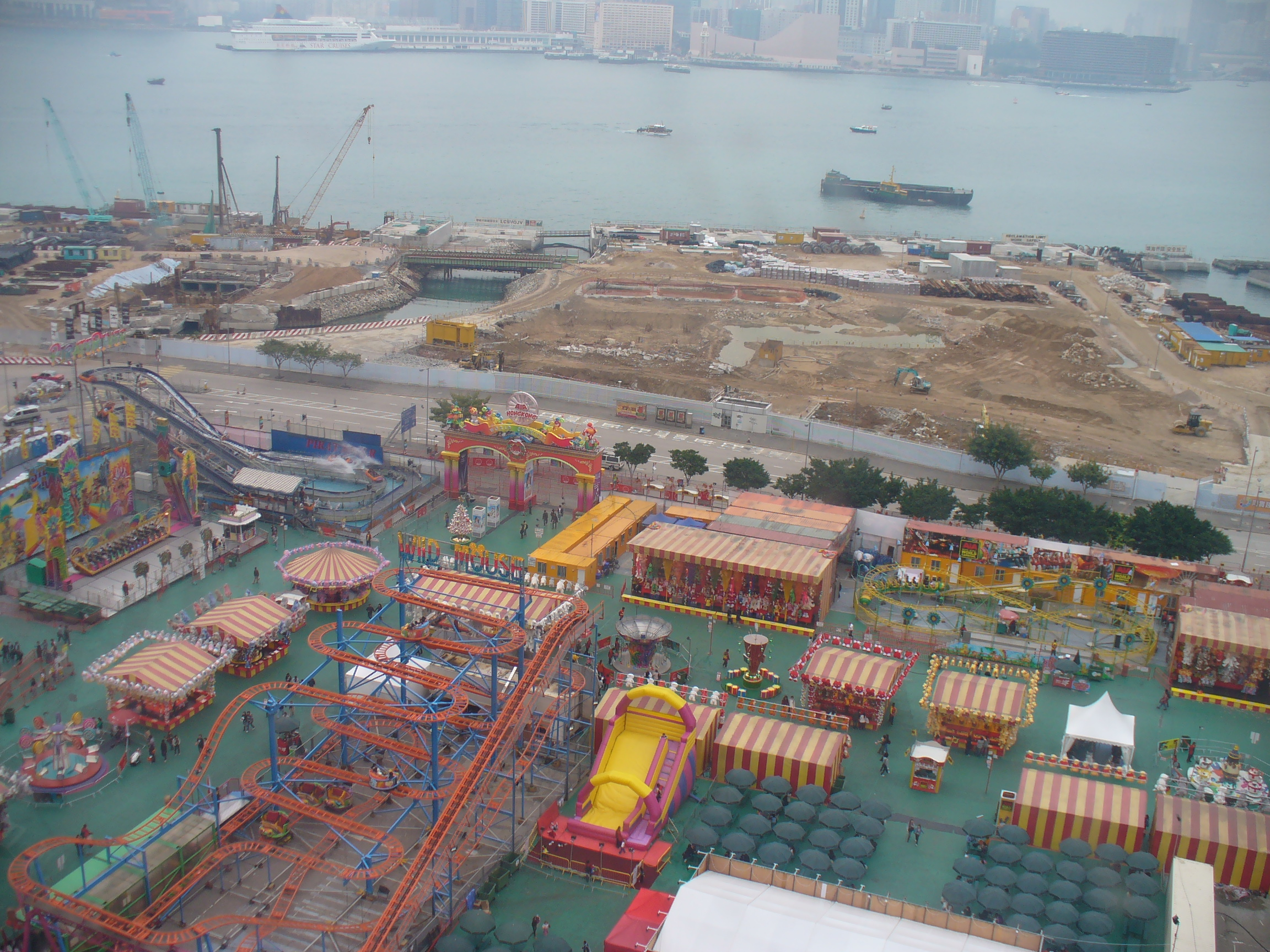
摩天輪下的香港環球嘉年華2006
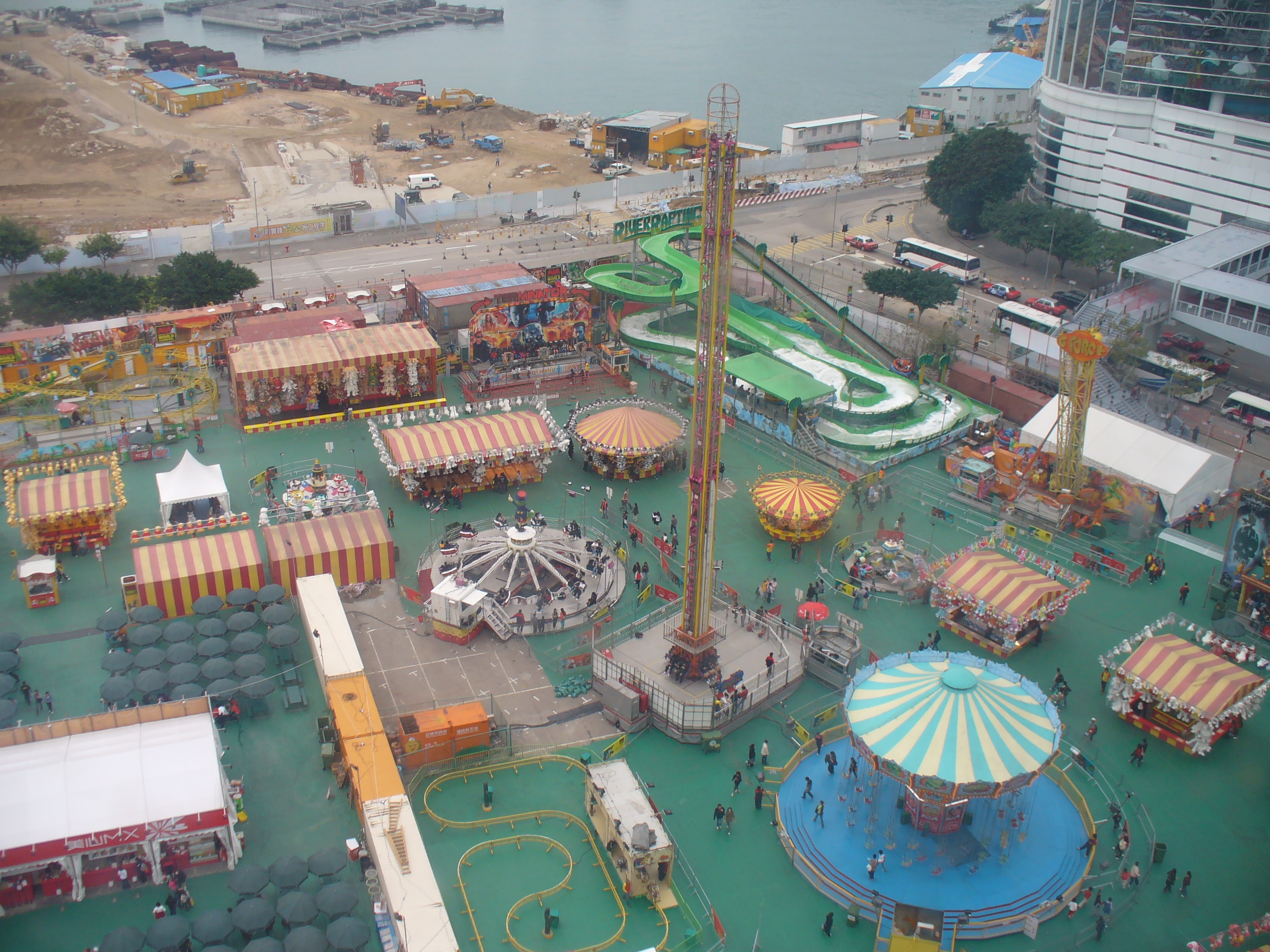
摩天輪下的香港環球嘉年華2006

## 外部連結
- The AIA Great European Carnival  友邦歐陸嘉年華 官方網站 （页面存档备份，存于）
- The AIA Great European Carnival  友邦歐陸嘉年華 Facebook粉絲專頁
- AIA友邦歐陸嘉年華2015  活動及票務詳情 HK.ULifestyle.com.hk （页面存档备份，存于）